# 閩南白甲魚
閩南白甲魚（学名：Onychostoma minnanense）為輻鰭魚綱鯉形目鲤科白甲魚屬的其中一種。分布於亞洲中國福建省九龍江流域，背鰭軟條10枚、臀鰭軟條8枚，體長可達12.4公分，棲息在岩石底質或泥底質河川底中層水域，生活習性不明。

## 扩展阅读
維基物種上的相關：閩南白甲魚